# Символ афгани
Символ или знак афгани (؋) — типографский символ, который входит в блок «Арабское письмо» (англ. Arabic) стандарта Юникод: оригинальное название — Afghani sign (англ.); код — U+060B. Используется для представления национальной валюты Афганистана — афгани.
Характерные символы, выполняющие эти функции: ؋ • Af (мн. Afs). Кроме того, для краткого представления афгани используются коды стандарта ISO 4217: с 2002 года AFN и 971, до этого AFA и 004.

## Начертание
Символ «؋» образован из двух первых арабских букв в слове «афгани» (пушту ‎и дари افغانۍ) — буквы «ﺍ (алиф)», помещённой под немного усечённой «ف (фа)». Имеет несколько вариантов начертания, основанных на различных способах соединения этих двух букв. Самый простой — в виде петли, которая начинается внизу, делает полный оборот против часовой стрелки и уходит вправо.

## Использование в качестве сокращения названий денежных единиц
В Афганистане символ широко используется для представления национальной валюты афгани в бухгалтерских записях, в правительственной корреспонденции, при указании цен в магазинах, в том числе в записях, сделанных латиницей. Он включён в раскладки клавиатуры для письменностей пушту и дари.